# Allez Ola! Ole! The Music of the World Cup
Allez! Ola! Ole! The Music of the World Cup es un álbum con varios artistas realizado el 9 de junio de 1998 como el álbum musical oficial para la Copa Mundial de Fútbol de 1998 en Francia

## Lista de canciones
| Allez Ola! Ole! The Music of the World Cup |                                                                                          |                                                               |          |  |
| N.º                                        | Título                                                                                   | Intérprete (s) - País (es)                                    | Duración |  |
| 1.                                         | «La Copa de la Vida» (Official Song of the 1998 FIFA World Cup)                          | Ricky Martin - ( Puerto Rico)                                 | 4:37     |  |
| 2.                                         | «La Cour Ds Grands (Do You Mind If I Play)» (Official Anthem of the 1998 FIFA World Cup) | Youssou N'Dour & Axelle Red ( Senegal & Bélgica)              | 3:33     |  |
| 3.                                         | «Midiwa Bôi (I Love Football)»                                                           | Wes - ( Camerún)                                              | 2:48     |  |
| 4.                                         | «É Uma Partida de Futebol»                                                               | Skank ( Brasil)                                               | 3:47     |  |
| 5.                                         | «Rendez-Vous '98»                                                                        | Jean Michel Jarre & Apollo Four Forty ( Francia & Inglaterra) | 3:39     |  |
| 6.                                         | «Oh Eh Oh Eh»                                                                            | Gipsy Kings - ( Francia)                                      | 3:21     |  |
| 7.                                         | «País Tropical»                                                                          | Daniela Mercury - ( Brasil)                                   | 3:54     |  |
| 8.                                         | «Top of the World (Olé, Olé, Olé)»                                                       | Chumbawamba - ( Inglaterra)                                   | 3:48     |  |
| 9.                                         | «Tamborada»                                                                              | Fey - ( México)                                               | 3:56     |  |
| 10.                                        | «Hot Legs»                                                                               | M.A.T.C.H. - ( Dinamarca)                                     | 3:49     |  |
| 11.                                        | «Los Sueños de Todo el Mundo»                                                            | Soledad - ( Argentina)                                        | 2:20     |  |
| 12.                                        | «Pantera en Libertad»                                                                    | Mónica Naranjo - ( España)                                    | 4:43     |  |
| 13.                                        | «Hacia el Ovusol»                                                                        | Chancho en Piedra - ( Chile)                                  | 3:45     |  |
| 14.                                        | «Il Bello Della Vita»                                                                    | Spagna - ( Italia)                                            | 4:25     |  |
| 15.                                        | «Rise Up»                                                                                | Jamaica United - ( Jamaica)                                   | 3:40     |  |
| 16.                                        | «Don't Come Home Too Soon»                                                               | Del Amitri - ( Escocia)                                       | 3:23     |  |
| 17.                                        | «It's Only a Game»                                                                       | Jam & Spoon - ( Alemania)                                     | 4:05     |  |
| 18.                                        | «Samba E Gol»                                                                            | Bellini - ( Alemania)                                         | 3:11     |  |
| 19.                                        | «Together Now»                                                                           | Jean Michel Jarre & Tetsuya 'TK' Komuro - ( Francia & Japón)  | 3:54     |  |
| 20.                                        | «Kick Off»                                                                               | Slagerij van Kampen (Dutch) - ( Holanda)                      | 3:17     |  |

| Predecesor: Gloryland World Cup USA 94 | Canción oficial de la Copa Mundial de la FIFA La copa de la vida 1998 | Sucesor: The Official Album of the 2002 FIFA World Cup |